# Вожегова Раїса Анатоліївна
Вожегова Раїса Анатоліївна (нар. 20 червня 1965, СРСР) — фахівець у галузі зрошуваного землеробства, академік НААН України, доктор сільськогосподарських наук, професор, Заслужений діяч науки і техніки України.

## Наукова діяльність
З 1987 по 1995 рік – молодший науковий співробітник, а з 1995 по 2000 рік – науковий співробітник відділу селекції Кримського науково-виробничого відділення «Еліта».
У 1999 р. захистила дисертаційну роботу на тему «Створення вихідного матеріалу для селекції озимої пшениці в умовах степової зони Криму», здобувши науковий ступінь кандидата сільськогосподарських наук.
2000 р. – старший науковий співробітник відділу землеробства Кримського науково-виробничого відділення «Еліта».
2001–2005 рр. – завідувач відділу селекції Дослідної станції рису УААН. У 2005 році призначена ученим секретарем  та заступником директора з наукової роботи Інституту рису УААН.
У 2010 році, успішно захистивши докторську дисертацію на тему «Наукове обґрунтування і результати селекції рису в Україні», здобула науковий ступінь доктора сільськогосподарських наук.
2010 р. – заступник директора з наукової роботи Інституту землеробства південного регіону УААН. З 2010 р. по теперішній час – директор Інституту зрошуваного землеробства НААН.
У 2013 році присвоєно вчене звання професора за спеціальністю "Сільськогосподарські меліорації", у 2016 році обрана член-кореспондентом НААН України. 
15 жовтня 2020 року обрана академіком НААН зі спеціальності агрономія (сільськогосподарські меліорації). 
У 2022 році очолила Інститут кліматично орієнтованого сільського господарства НААН. 

## Відзнаки та нагороди
- Почесні грамоти Міністерства аграрної політики України і Національної академії аграрних наук України (2010 р.).
- Почесна відзнака Національної академії аграрних наук України (2012 р.).
- «Заслужений діяч науки і техніки України» (2012 р.).
- Почесна грамота і медаль Верховної Ради України (2014 р.).
- Почесна грамота Кабінету Міністрів України (2015 р.).
- Також нагороджена Почесними грамотами Херсонської обласної державної адміністрації та Херсонської обласної ради, грамотою Херсонського міського голови, Почесною грамотою Українського інституту експертизи сортів рослин, Почесною грамотою Південного наукового центру НААН і МОН України, Почесною грамотою Державного управління охорони навколишнього природного середовища тощо.